# Samir Beloufa
Samir Beloufa (en arabe : سمير بلوفة), né le 27 août 1979 à Melun, est un footballeur international algérien. Il possède aussi la nationalité française.
Il compte neuf sélections en équipe nationale entre 2004 et 2006.

## Biographie
Considéré comme un grand espoir du football français  lors de ses sorties avec les équipes de jeunes de Cannes, Beloufa rejoint l'AC Milan en 1997. Cantonné au banc des remplaçants, il est prêté en Serie B italienne au Calcio Monza. En 2000, il s'engage avec le Germinal Beerschot Anvers. Lors de la saison 2002-2003, il fait un retour éphémère en France. Il retourne alors en Belgique puis rejoint le club suédois d'Helsingborgs. En janvier 2010, il effectue un nouveau retour en Belgique : il signe à l'Olympic Charleroi.
Non prolongé à l'Olympic Charleroi en mai 2010, il met un terme à sa carrière de footballeur et devient entraîneur des jeunes dans le club belge de Beerschot.

## Palmarès

### Joueur
|  |  | Milan Primavera - Tournoi de Viareggio - Vainqueur : 1999 - Coupe d'Italie - Finaliste : 1998 |  | Helsingborgs IF - Supercoupe de Suède - Finaliste : 2007 |

### Entraîneur
- Vainqueur de la coupe de Belgique en  2020 ( R. Antwerp FC ) Entraîneur adjoint [5]